# Patersonova funkcija
Patersonova funkcija se koristi za rešavanje faznog problema u kristalografiji X-zracima. Nju je uveo 1935. Artur Lindo Paterson (1902–1966) dok je radio kao gostujući istraživač u laboratoriji Bertrama Eugena Varena (1902–1991) na MIT-u.
Patersonova funkcija je definisana kao
{\displaystyle P(u,v,w)=\sum \limits _{hkl}\left|F_{hkl}\right|^{2}\;e^{-2\pi i(hu+kv+lw)}.}
Ona je esencijalno Furijeova transformacija intenziteta umesto strukturnih faktora. Patersonova funkcija je isto tako ekvivalent elektronske gustine konvoluisane sa njenom izverznom funkcijom:
{\displaystyle P({\vec {u}})=\rho ({\vec {r}})*\rho (-{\vec {r}}).}

## Jednodimenzioni primer
Serija delta funkcija je data sa
{\displaystyle f(x)=\delta (x)+3\delta (x-2)+\delta (x-5)+3\delta (x-8)+5\delta (x-10).\,}
Njena Patersonova funkcija je
{\displaystyle P(u)=5\delta (u+10)+18\delta (u+8)+9\delta (u+6)+6\delta (u+5)+6\delta (u+3)+18\delta (u+2)+45\delta (u)\,}
{\displaystyle {}+18\delta (u-2)+6\delta (u-3)+6\delta (u-5)+9\delta (u-6)+18\delta (u-8)+5\delta (u-10).\,}